# Либеркюн, Иоанн Натаниель

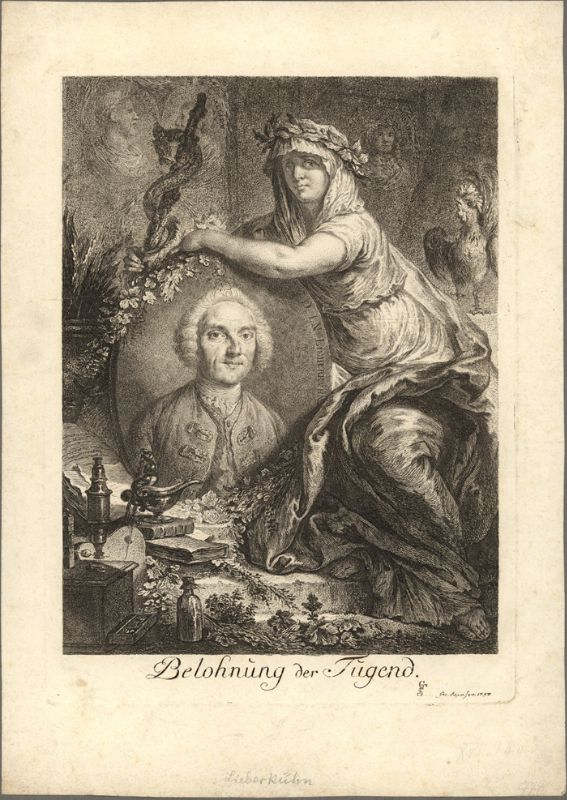
Либеркюн, Иоанн Натаниель

Иоанн Натаниель Либеркюн (нем. Johann Nathanael Lieberkühn; 5 сентября 1711, Берлин — 7 октября 1756, Берлин) — немецкий анатом и препаратор.
Член Берлинской академии наук, Лондонского королевского общества (1740).

## Биография
В 1739 году — доктор медицины в Лейдене; жил затем в Париже, Лондоне и Берлине, где занимался практикой. Помимо открытия им названных его именем желёз в слизистой оболочке кишок он особенно прославился необычайно искусным приготовлением анатомических препаратов, сохранившихся в значительном числе до настоящего времени в Берлине и Петербурге (в медицинской академии). Он приготовлял сухие, спиртовые и микроскопические препараты. Последние представляют тонкие разрезы, величиною в 2—3 кв. мм, куски органа или железы, сосуды и протоки которых с удивительным совершенством были налиты разноцветными массами. Одни из этих препаратов были заключены каждый в отдельный микроскоп — лупу. Другие препараты Либеркюна приготовлялись так называемым коррозионным способом, который он первый ввёл в анатомическую технику. Какой-либо орган наливался восковою массою и затем на продолжительное время погружался в азотную или разведённую серную кислоту, при чем все органические части уничтожались и оставался только восковой слепок сосудов, точно изображавший все разветвления их в данном органе. Кроме того, Либеркюн приготовлял так называемые металлические коррозии. Для этой цели он заключал восковые слепки сосудов в жидкий гипс; потом нагревал отвердевший гипс, пробуравив предварительно в нем отверстие, выпускал воск, по удалении которого он вливал в образовавшийся оттиск расплавленное серебро и, размягчая гипс уксусом, получал новый слепок уже из серебра.

## Либеркюновы крипты
Сегодня имя Либеркюна связано с кишечными железами (криптами) — трубчатыми углублениями эпителия слизистой оболочки кишечника, описанными им в 1745 году и называемые его именем: Либеркюновы крипты или Либеркюновы железы.
Эти крипты были описаны до него: в 1688 году итальянским биологом и врачом Марчелло Мальпиги (итал. Marcello Malpighi; 1628—1694), в 1715 году швейцарским анатомом Иоганном Конрадом Бруннерером (нем. Johann Konrad Brunner; 1653—1727)  и в 1731 году итальянским врачом Доменико Галеати (англ. Domenico Mar. Gusman Galeazzi (Galeati); 1686—1775).